# ITF Women's Circuit Sao Jose Do Rio Preto
L'ITF Women's Circuit Sao Jose Do Rio Preto è un torneo professionistico di tennis giocato su campi in terra rossa. Fa parte dell'ITF Women's Circuit. Si gioca annualmente a São José do Rio Preto in Brasile.

## Albo d'oro

### Singolare
| Anno | Campionessa        | Finalista      | Punteggio |
| ---- | ------------------ | -------------- | --------- |
| 2012 | Florencia Molinero | María Irigoyen | 6–3, 6–4  |

### Doppio
| Anno | Campionesse                  | Finaliste                      | Punteggio   |
| ---- | ---------------------------- | ------------------------------ | ----------- |
| 2012 | Mailen Auroux María Irigoyen | Aranza Salut Carolina Zeballos | 6–1, 7–6(1) |